# Hylaeus diplonymus
Hylaeus diplonymus är en biart som först beskrevs av Schulz 1906.  Hylaeus diplonymus ingår i släktet citronbin, och familjen korttungebin. Inga underarter finns listade i Catalogue of Life.